# Zitadelle von Namur
Die Zitadelle von Namur ist eine Festung in der Stadt Namur in Belgien. Sie ist mit einer Gesamtfläche von über 80 ha eine der größten Festungsanlagen in Europa.

## Geographie
Die Festung liegt auf einem bis zu 190 m ü. M. hohen Bergsporn über dem Zusammenfluss von Meuse und Sambre.

## Geschichte

Karte der Stadt und Festung von Namur um 1750

Schon in der gallo-römischen Epoche, im 1. Jahrhundert u. Z., existierte eine archäologisch nachgewiesene Siedlung auf dem Gebiet des heutigen Namur. Die Stadt wurde an einer strategisch lange Zeit bedeutsamen Stelle angelegt.
Die erste Befestigung, eine Mauer mit doppelter Palisadenreihe, wurde schon vor dem Jahr 890 errichtet. Ab 925 ist mit Bérenger der erste Graf von Namur urkundlich nachgewiesen, aber erst ab 974 ist gesichert, dass die Grafen den Ort zu ihrer Hauptresidenz gemacht hatten. Sie ließen sich auf dem Bergsporn über dem Zusammenfluss von Meuse und Sambre nieder.
Als 1429 Philipp der Gute die Grafschaft Namur in den Besitz nahm und sie in den burgundischen Staat integrierte, nahm die militärische Bedeutung der Festung zu.
1477 heiratete die Herzogin Maria von Burgund (Tochter von Karl dem Kühnen und Enkelin Philipps des Guten) Maximilian von Habsburg, um dem Einfluss des französischen Königs Louis XI. zu entgehen. Damit wurde das Gebiet Bestandteil der habsburgischen Lande.
Die Zitadelle von Namur wurde innerhalb von acht Jahrhunderten zwanzigmal belagert. Die wichtigsten Belagerungen waren folgende:
- 1488 von den Namurern im Kampf gegen das Herzogtum Burgund während des Bürgerkriegs in den Burgundischen Niederlanden (bei dieser Gelegenheit wurden erstmals Feuerwaffen eingesetzt)
- 1577 durch die Truppen von Don Juan de Austria, die die Zitadelle im Handstreich einnehmen
- 1692 durch die Truppen von Louis XIV. im Pfälzischen Erbfolgekrieg
- 1695 durch die Truppen der Wiener Großen Allianz im Pfälzischen Erbfolgekrieg
- 1746 durch französische Truppen unter Moritz von Sachsen im Österreichischen Erbfolgekrieg
- 1792 durch französische Truppen im Ersten Koalitionskrieg
- 1794 durch französische Truppen im Ersten Koalitionskrieg
- 1830 durch die belgischen Revolutionäre

Unter Napoleon I. wurde die Festung bereits als unnütz und überholt angesehen. Erst nach dem Wiener Kongress 1815 und der Bildung des neuen niederländischen Staats erlangte sie wieder Bedeutung.
Ab 1891 wurde die Festung auf Beschluss von König Leopold II. teilweise demilitarisiert und das Gelände in einen großen Park umgestaltet. Nur die Médiane und Terra Nova wurden seitdem noch vom Militär genutzt. Das Wachhaus von Terra Nova diente kurz vor dem Ersten Weltkrieg als Materiallager, in der Kaserne waren Genietruppen einquartiert. Am 23. August 1914 wurde die Festung von deutscher Artillerie beschossen. Nach dem Waffenstillstand 1918 wieder von der belgischen Armee bezogen, wurden die Quartiere in Terra Nova 1933 wegen gesundheitsschädlicher Bedingungen aufgegeben, die Garnison wurde nach Jambes verlegt.
Das Gelände der Zitadelle wurde von 1910 bis 1953 entlang der Route Merveilleuse von der Straßenbahn erschlossen, zunächst als Standseilbahn und ab 1921 mit mehreren Tunneln und engen Kurven, die der Linie 7 der Lignes de Namur den Charakter einer Gebirgsbahn gaben. Von 1957 bis 1997 führte eine Seilbahn vom Platz unterhalb der Anlage zum Belvedere.
1975 übergab das belgische Heer die Schlüssel an die Stadt Namur, und 1977 verließen die letzten Fallschirmjäger die Anlagen der Médiane und von Terra Nova.
1893 bis 1899 wurde das Grand Hôtel de la Citadelle gebaut, das nach Beschuss im Ersten Weltkrieg 1914 abbrannte. 1930 wurde es erneuert und dient heute der Ausbildung von Hotelfachkräften.

## Bauwerke und Gliederung
Die Zitadelle besteht aus drei Teilen, die von unten nach oben als Donjon, Médiane und Terra Nova bezeichnet werden.
Wahrscheinlich im 14. Jahrhundert wurde um das gräfliche Schloss (Donjon) eine zweite Umwallung gebaut, die den in den Felsen gehauenen Burggraben schützen sollte. Einer der Türme der seit 1370 urkundlich belegten Toranlage, ist heute Teil der Toranlage der Médiane. Dieser „dessus Bordial“ genannte Turm ist nach der Innenseite der Burg offen und wurde bereits im 15. Jahrhundert mit Schießscharten für Artillerie versehen.
Vor der mittelalterlichen Befestigungsanlage wurde 1542 bis 1559 unter dem italienischen Architekten Donato de Boni eine Reihe von Festungswerke (später Médiane genannt) errichtet, die die erste eigentliche „Zitadelle“ bildeten. Der Begriff wurde aber erst ab dem 17. Jahrhundert für die Festung von Namur gebraucht. Im 16. Jahrhundert wurde der Turm „dessus Bordial“ mit Artilleriestellungen umgeben. 1695 bis 1698 ließ der Festungsbaumeister Menno van Coehoorn eine unterirdische Bäckerei einbauen, die sich an der mittelalterlichen Kurtine befindet. Während der Rekonstruktion der Zitadelle durch niederländisch-belgische Ingenieure zwischen 1815 und 1830 wurde die Médiane umgebaut, die Kaserne ebenso wie die zweite Umfassungsmauer eingeebnet und an deren Stelle ein neues Arsenal errichtet. An der Stelle des alten entstand das Stabsgebäude. Nach der Übergabe eines Teils des Geländes an die Stadt Namur 1891 wurde eine Trennmauer zwischen dem Tor der Médiane und der „Brücke der Holländer“ gebaut. Die sich dort seit dem 17. Jahrhundert befindenden Offiziersquartiere wurden 1913 abgerissen.
Das Fort Terra Nova wurde zwischen 1631 und 1675 von niederländischen Ingenieuren erbaut. Anfang des 19. Jahrhunderts ließ Kaiser Joseph II. es abtragen, jedoch ließ das Königreich der Vereinigten Niederlande 1820 bis 1825 die dortigen Festungswerke erneuern und Quartiere für 1200 Mann einrichten. Die Soldatenquartiere erhielten erst 1837 eine Heizung. Die anfánglich zum Schutz gegen Bombardements mit Erde überdeckten Kasernengebäude wurden 1839 um eine Etage aufgestockt. Erst in der 2. Hälfte des 19. Jahrhunderts entstand das Wachhaus (corps de garde) von Terra Nova.

## Heutige Nutzung
1959 wurde im oberen Bereich der Zitadelle der nach Königin Fabiola benannte Freizeitpark für Kinder eingerichtet.
Die Räumlichkeiten der Zitadelle, namentlich des Forts Terra Nova, können für Veranstaltungen und Feierlichkeiten vermietet werden. Von März 2013 bis Mai 2014 wurde das Wachhaus von Terra Nova rekonstruiert und beherbergt nun Ausstellungen, Verwaltungsräume und ein Restaurant. Zwischen August 2013 und Oktober 2014 wurde auch die Toranlage der Médiane rekonstruiert.
Das Stabsgebäude aus dem 19. Jahrhundert wird von den Archäologen des Service public de Wallonie genutzt.
Eine neue Seilbahn vom Place Maurice Servais zur Esplanade, dem höchsten Punkt der Zitadelle, wurde am 8. Mai 2021 in Betrieb genommen.
Mehrmals im Jahr finden Sportveranstaltungen auf der Zitadelle statt, so das Querfeldein-Radrennen Citadelcross und (in der Vergangenheit) der GP Motocross de Namur. Auch beim Straßenrennen Grand Prix de Wallonie dient die Zitadelle als Ziel.

## Galerie

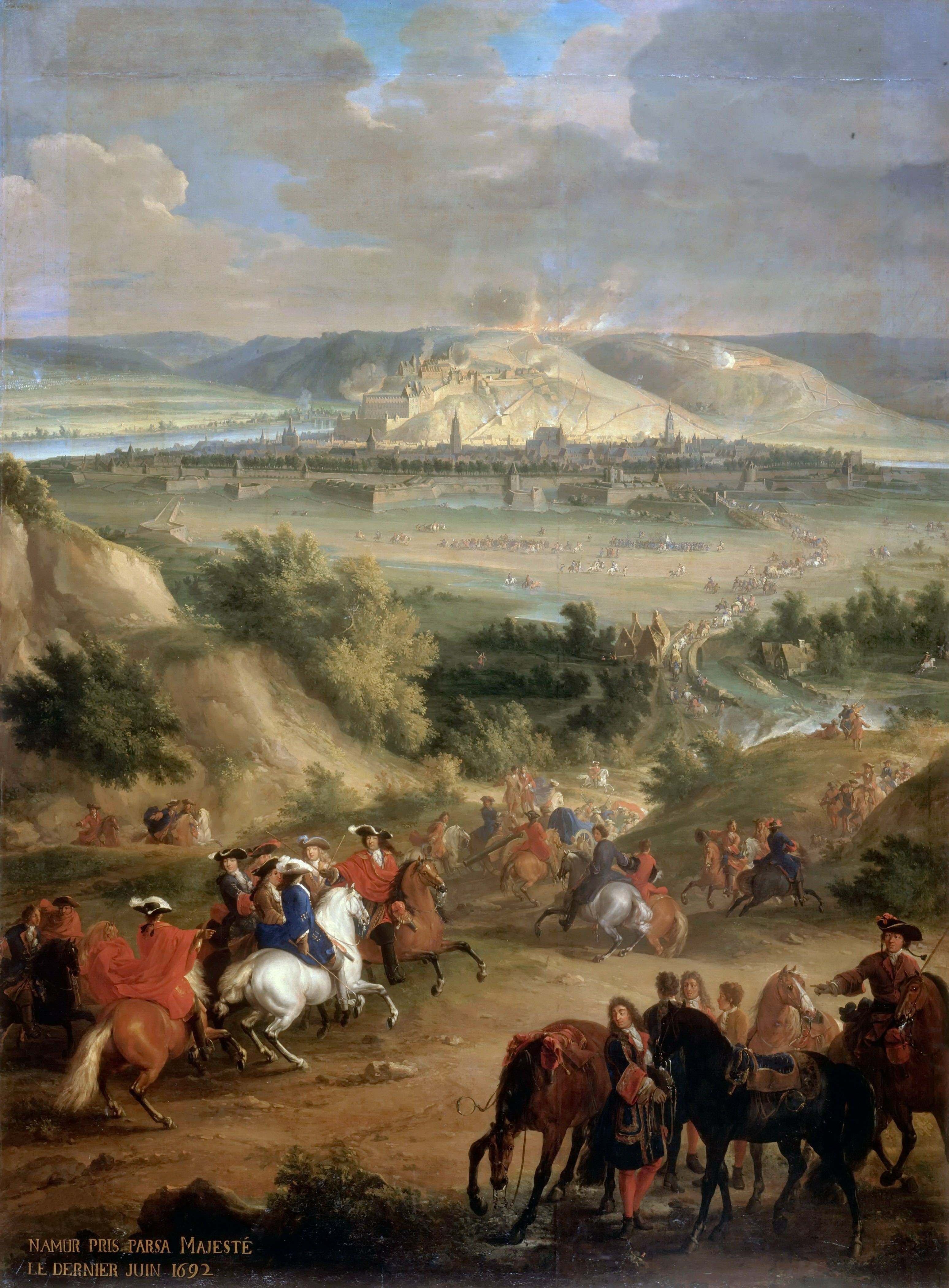
Belagerung von Namur (1692), Gemälde von Jean-Baptiste Martin
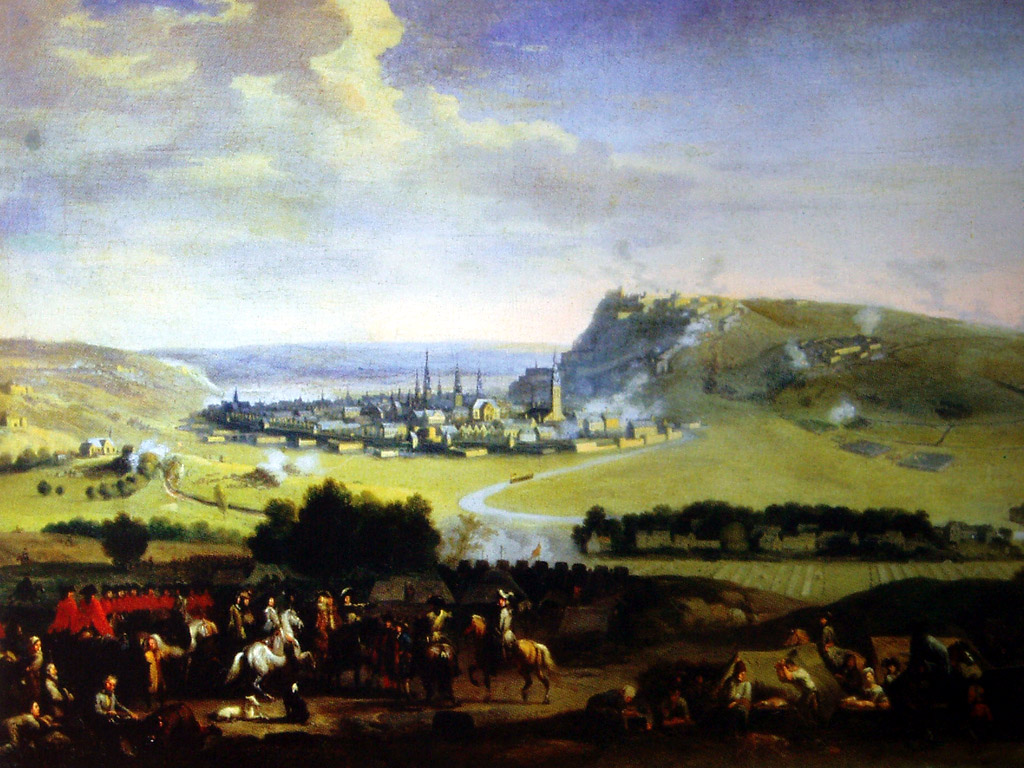
Belagerung von Namur (1695), Gemälde von Jan van Huchtenburgh
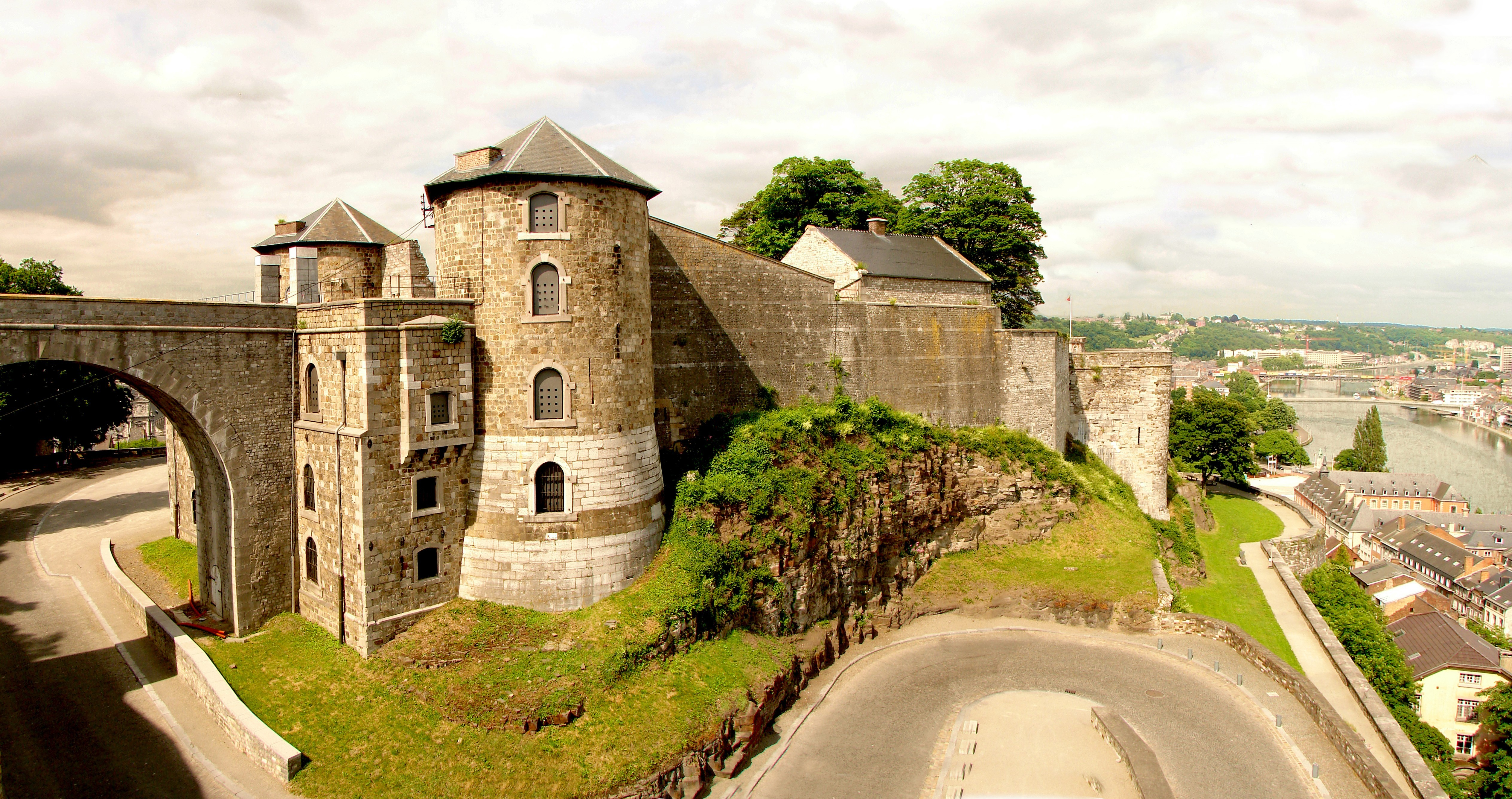
Älterer Bereich der Zitadelle
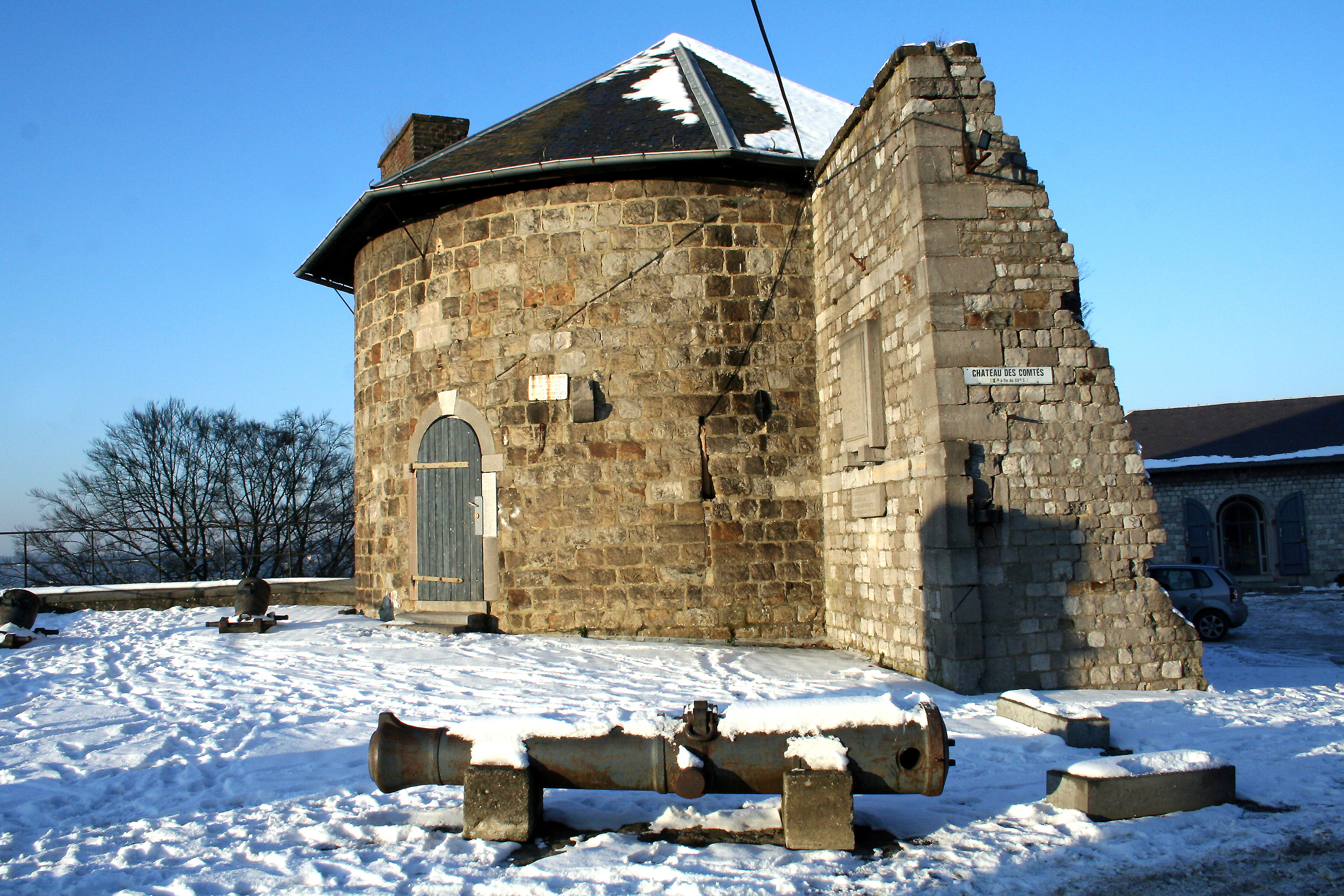
Tour au four, Überrest des Schlosses der Grafen von Namur
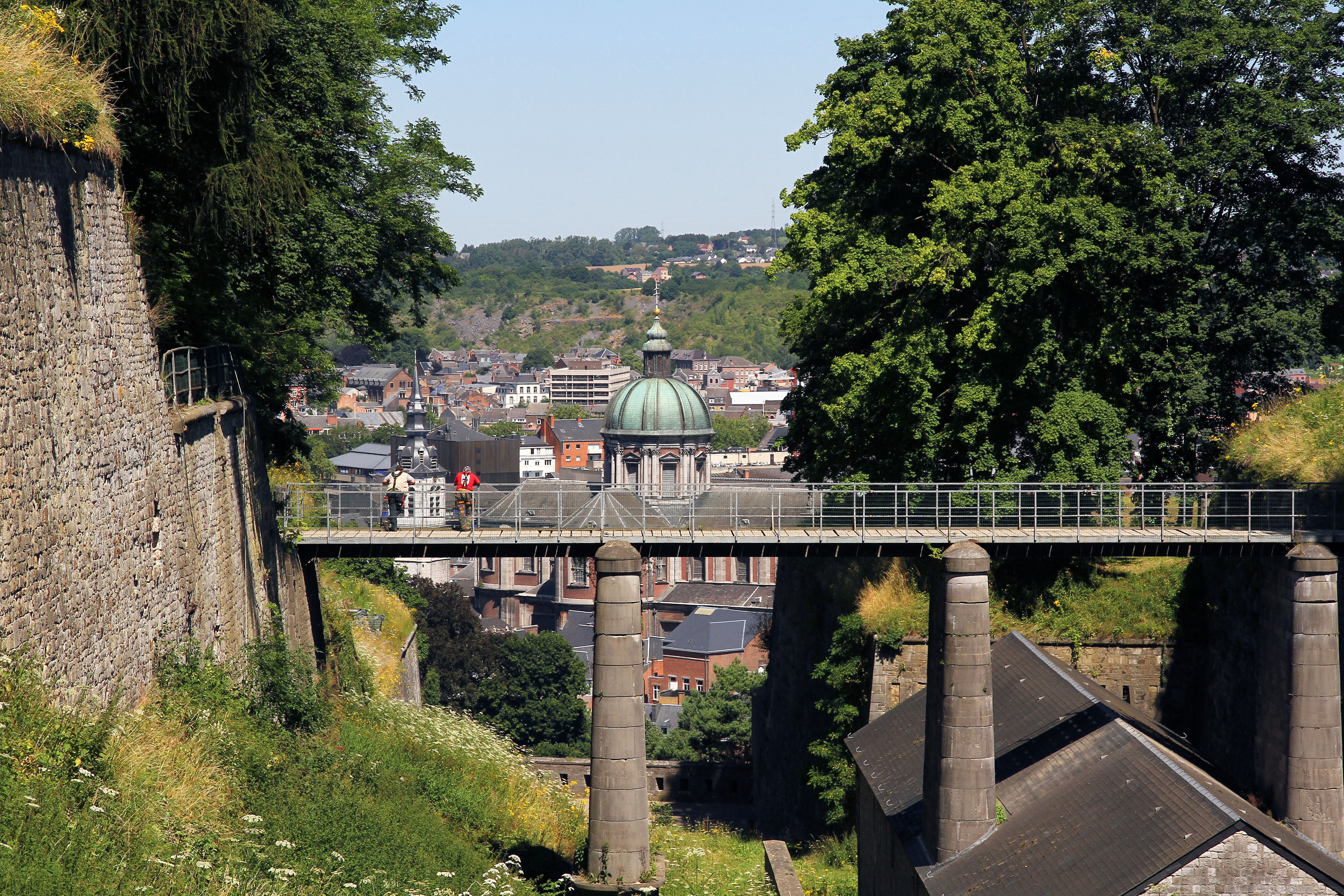
Brücke im Festungsbereich
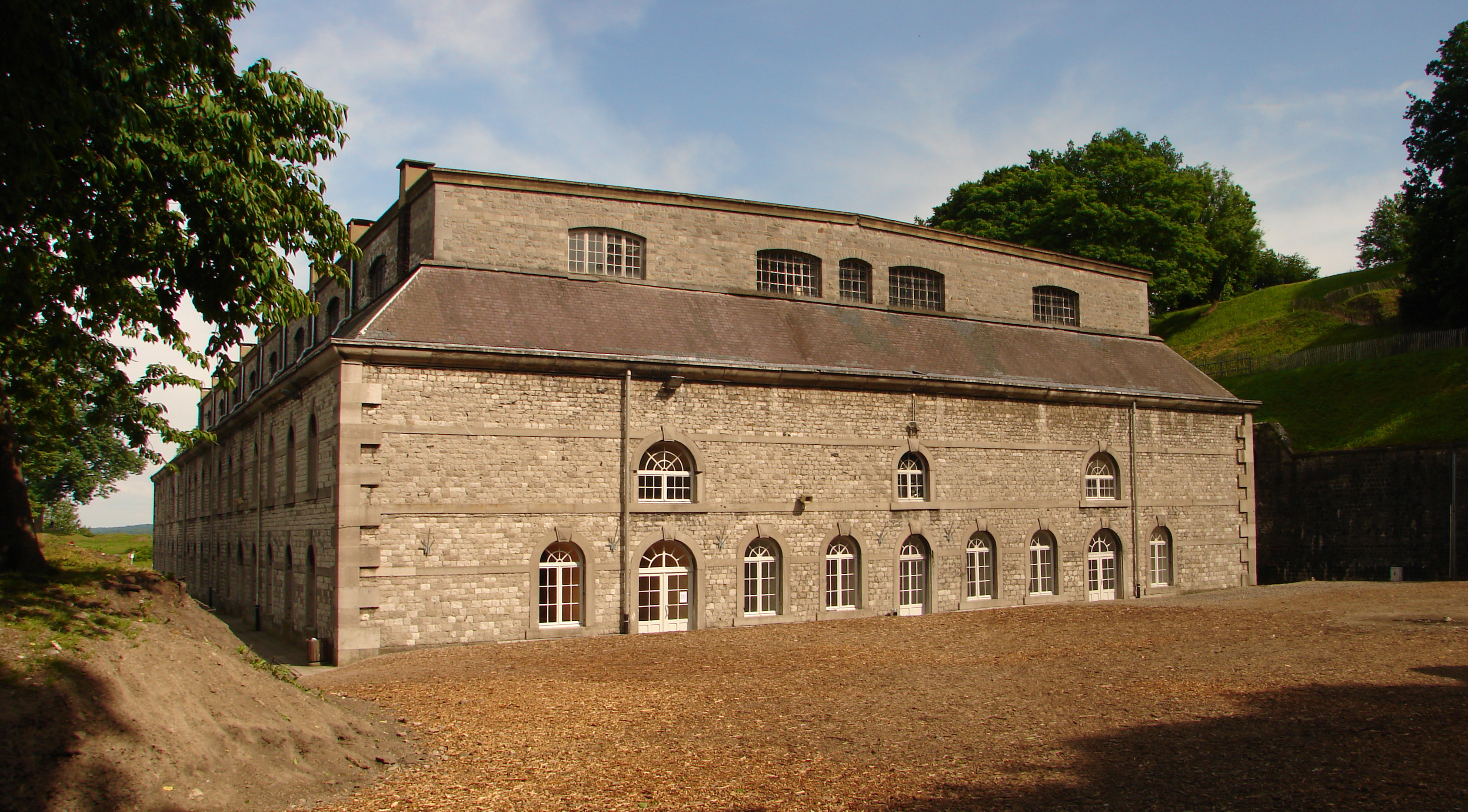
Große Kaserne